# تلم أمامي بين البطينين
التَّلَم الأمامي بين البطينين أو التلم الطولاني الأمامي، هو واحدٌ من التلمين الذين يفصلان بطيني القلب، والآخر هو التلم الخلفي بين البطينين. يقعُ هذا التلم على السطح القصي الضلعي للقلب، بالقرب من حافة القلب اليسرى.
يسيرُ الفرع الأمامي بين البطينين للشريان التاجي الأيسر على طول التلم مع الوريد القلبي الكبير.

## روابط خارجية
- درسٌ تشريحي حول thoraxlesson4 مُعدٌ بواسطة ويسلي نورمان (جامعة جورجتاون). (image only)
- صور تشريحية:20:st-1102 في مركز داونستيت الطبي التابع لجامعة نيويورك